# Junkers Patentschrift Nr. 253788

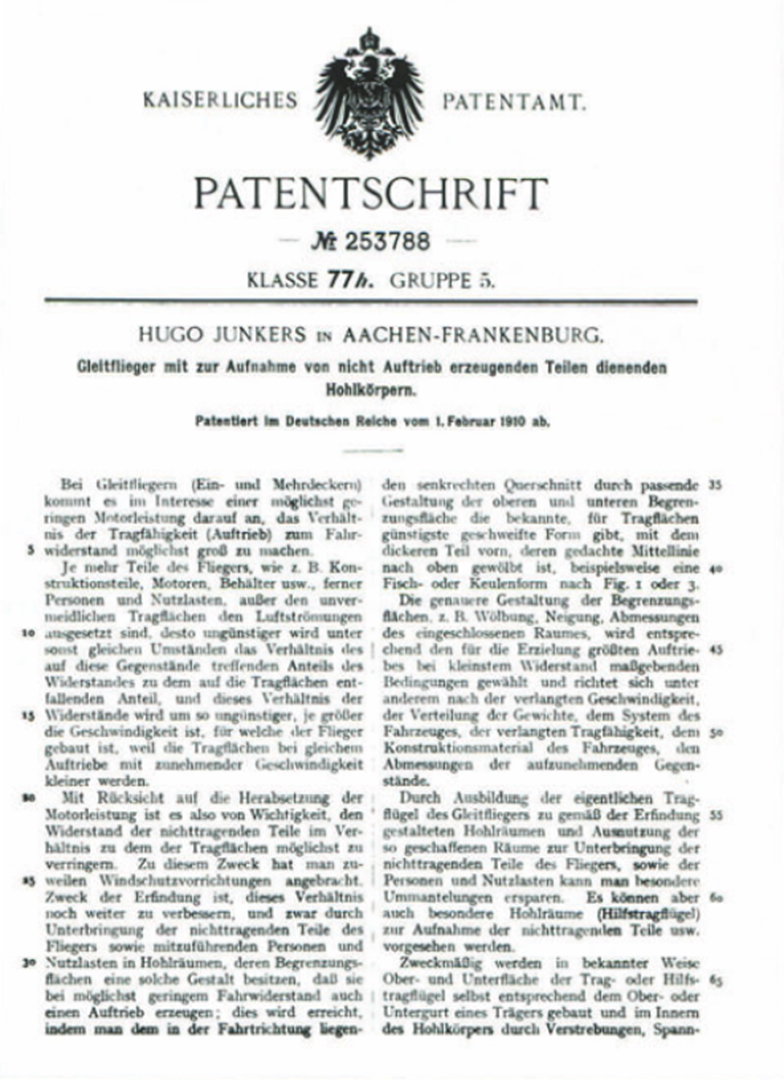
1. Seite der Junkers Patentschrift Nr. 253788

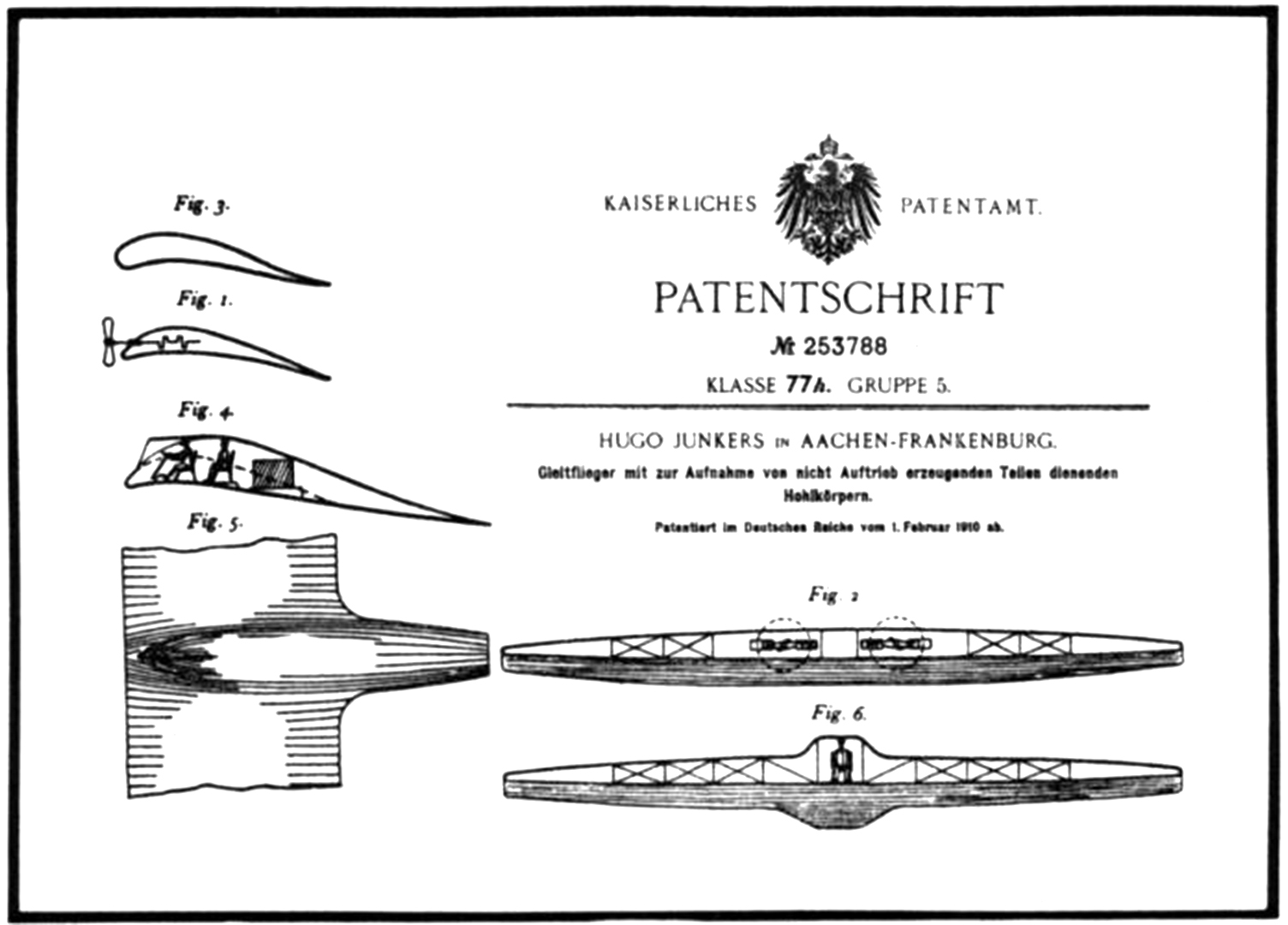
Abbildungen (Fig.) 1 bis 6 zur Patentschrift Nr. 253788

Rekonstruktion des Flügelumrisses. Oben: Motorisierte Version, unten: Version mit Besatzungsraum

Junkers Patentschrift Nr. 253788 – in der Literatur oft Junkers Nurflügelpatent genannt – ist ein von dem Ingenieur Hugo Junkers am 1. Februar 1910 angemeldetes und am 14. November 1912 vom Kaiserlichen Patentamt veröffentlichtes Patent zur Formgebung von Flugzeugen. Die Originalüberschrift des Patentes lautet Gleitflieger mit zur Aufnahme von nicht Auftrieb erzeugenden Teilen dienenden Hohlkörpern.
Junkers beschreibt im Patent unter anderem anstatt des damals üblichen abgestrebten, verspannten, dünnen Flügels einen freitragenden, unverspannten Flügel mit dickem Profil als ideales Flugzeugtragwerk. Das Patent und seine Umsetzung durch Junkers in der Praxis von der Junkers J 1 bis zur Junkers G 38 waren richtungsweisend für die gesamte Flugtechnik.
Zwar gilt das Patent in vielen Veröffentlichungen als Wegweisung zum Nurflügelflugzeug, aber dass Junkers in dem Patent letztlich ein Nurflügelflugzeug beschreibt, wird von anderen Quellen angezweifelt.

## Inhalt der Schrift
Die ersten handschriftlichen Notizen von Junkers vom 3. Dezember 1909 sehen noch die Überschrift Über eine körperliche Gestaltung der Tragflächen vor. Die endgültige Patentschrift trägt jedoch den Titel Gleitflieger mit zur Aufnahme von nicht Auftrieb erzeugenden Teilen dienenden Hohlkörpern, der missverständlich ist, da wegen der eingezeichneten Triebwerke offensichtlich nicht nur ein Gleitflieger beschrieben wird.
Ausgehend vom Ansatz das „Verhältnis der Tragfähigkeit (Auftrieb) zum Fahrwiderstand“ weiter zu verbessern, entwickelt Junkers in der Patentschrift sein Konzept „nichttragende Teile des Fliegers sowie mitzuführende Personen und Nutzlasten in Hohlräumen“ unterzubringen, die „bei möglichst geringem Fahrwiderstand auch einen Auftrieb“ erzeugen. Dazu schlägt er Hohlräume vor, deren „obere und untere Begrenzungsflächen die bekannte, für Tragflächen günstige geschweifte Form“ haben. Insbesondere schlägt er für die „Tragflügel“ selbst diese Hohlraumkonstruktion vor, um die Trägerkonstruktion des Flügels im Inneren des Flügels unterzubringen. Neben den Flügelverstrebungen wird auch die Unterbringung von Motoren und Tanks im dicken Flügel vorgesehen.
In den Patentzeichnungen werden zwei Vorderansichten, eine Teildraufsicht und mehrere Schnitte bzw. Seitenansichten dargestellt. Eine Rekonstruktion der Abmessungen und des Tragflächengrundrisses (s. Abbildung) auf der Grundlage der Größe einer eingezeichneten Person liefert etwa eine Spannweite von 15 bis 16 m und eine Flügeltiefe von 4,5 bis 4,8 m.
Die Mehrfach-Trapezform der rekonstruierten Tragfläche konnte man wenig später auch an Junkers' Windkanalmodellen wieder finden. Die noch erhaltenen Handzeichnungen lassen darauf schließen, dass neben der eigentlichen Gleitfliegerversion möglicherweise bis zu drei weitere motorisierte Ausführungen vorgesehen waren:
- mit zwei Zugschrauben
- mit zwei Druckschrauben
- mit je zwei Zug- und Druckschrauben

Nach den Patentzeichnungen sollte der Antrieb durch in den Flügeln untergebrachte Gegenkolbenmotoren erfolgen. Der fließende Übergang zwischen Tragflächen und Rumpf erinnert stark an das heute wieder in verschiedenen Projekten verwendete Blended Wing Body Konzept.

## Nurflügel?
Zwar zeigen die Prinzipzeichnungen der Patentschrift keine Leitwerke, jedoch wird in manchen Quellen angezweifelt, dass Junkers wirklich einen Nurflügelentwurf dargestellt hat. Vielmehr ist z. B. nach Pawlas davon auszugehen, dass die Bezeichnung Nurflügelpatent, die sich erst in den 1930er Jahren mehr und mehr einbürgerte, etwas für das Junkers-Flugzeug in Anspruch nimmt, was in der Patentanmeldung überhaupt nicht erwähnt worden war.
Aus dem Text der Anmeldung kann jedoch die eigentliche Absicht entnommen werden, nämlich sämtliche nicht zum Auftrieb beitragenden und Widerstand verursachenden Teile des Flugzeugs, wie z. B. Motoren, Kraftstofftanks, Verstrebungen usw., aus dem Luftstrom herauszunehmen und sie in einen entsprechend geformten dicken Tragflügel mit großen Hohlräumen zu verlegen. Leitwerke und sonstige Stabilisierungs- oder Steuerorgane finden keine Erwähnung. Hätte das Patent speziell auf den Nurflügel abgezielt, wären diese Angaben unerlässlich gewesen. Die Schlussfolgerung ist, dass das Patent keinen speziellen neuen Flugzeugtyp (Nurflügel), sondern nur ein Bauteil eines Flugzeugs, nämlich die Tragflächen beschrieb.

## Praktische Umsetzung des Patents

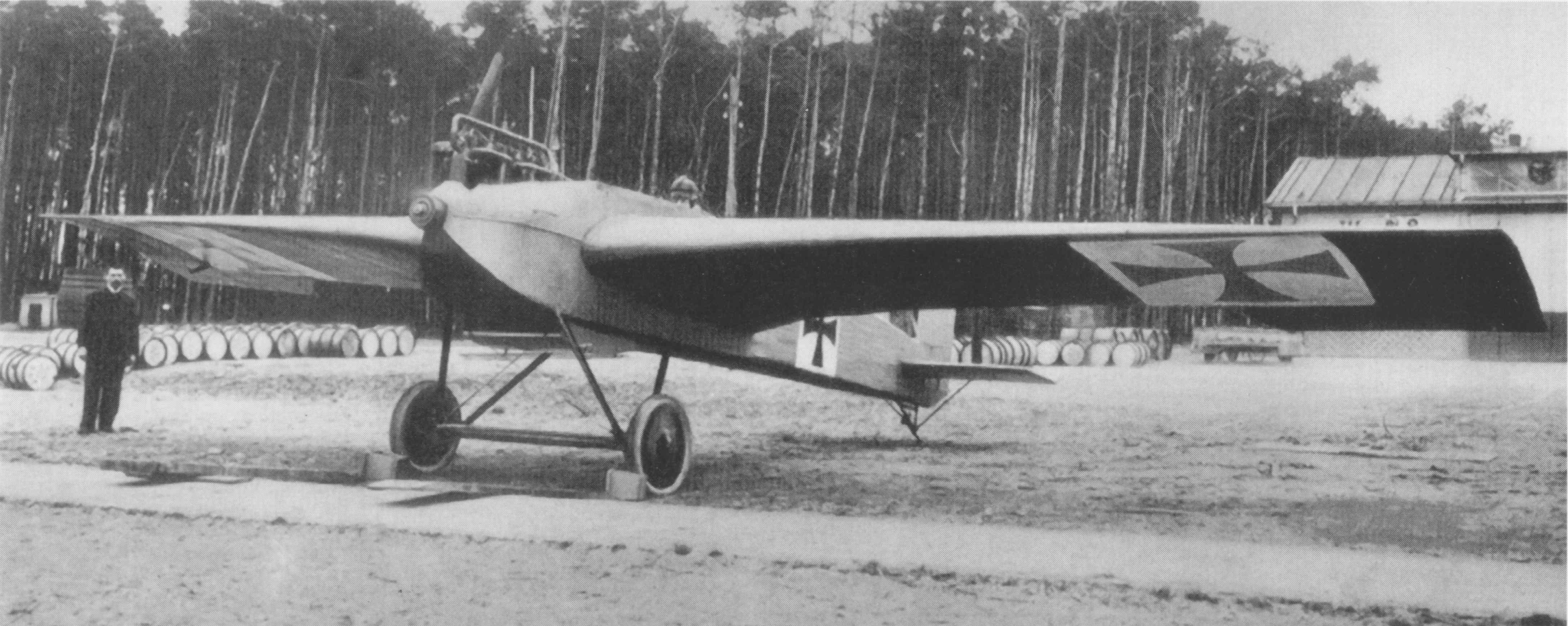
Junkers J 1, 1915

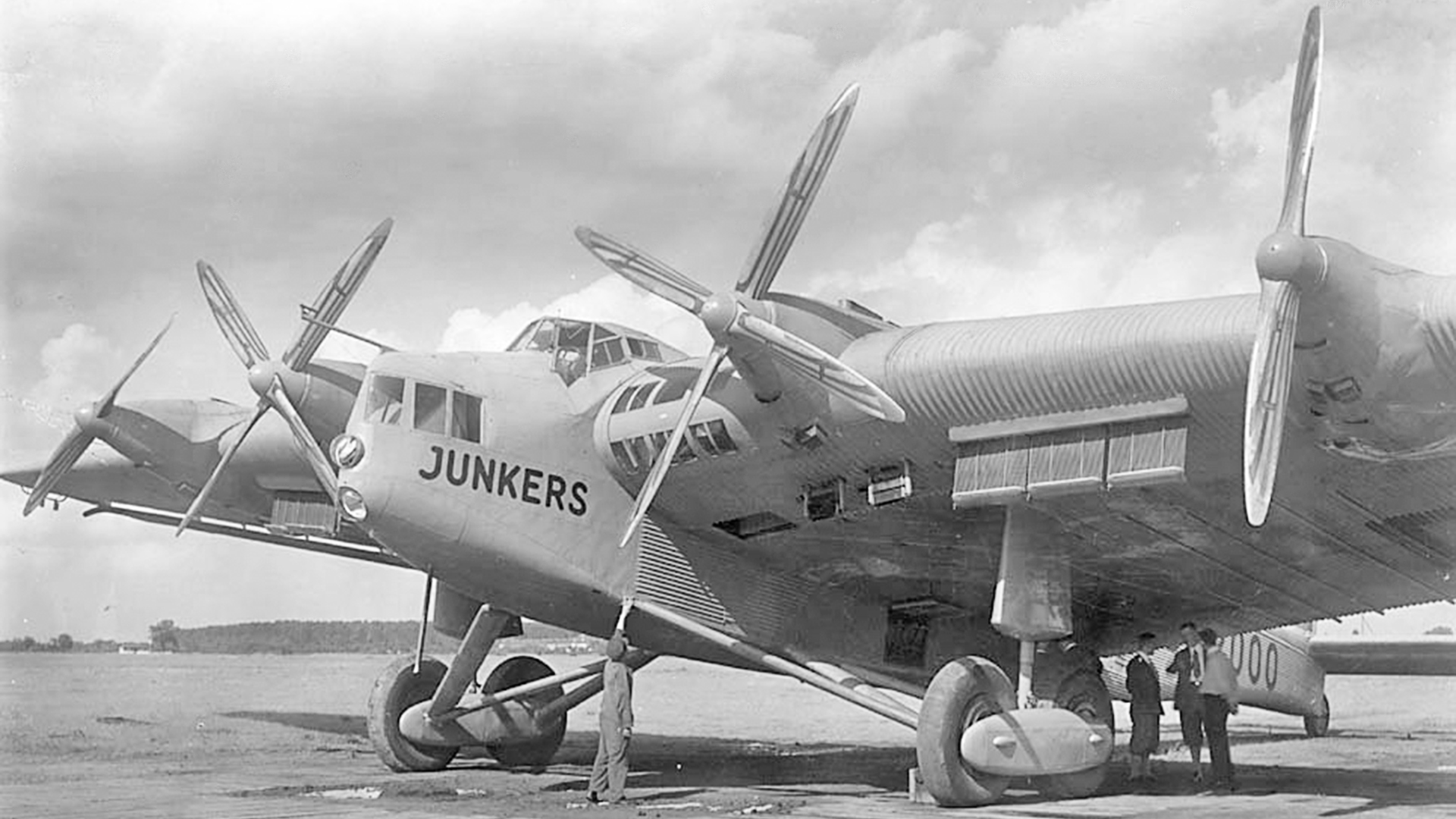
Junkers G 38, 1929

Bereits in seinem ersten Flugzeug, der experimentellen J 1, die von September bis Dezember 1915 zum Nachweis der Brauchbarkeit der Metallbauweise gebaut wurde, setzte Junkers das Konzept des Dickflügels konsequent in die Praxis um. So kam der freitragende Mitteldecker, im Gegensatz zu den sonst üblichen Doppeldeckern jener Zeit, ohne jegliche Verspannung aus.
Noch stärker spiegelt sich in seinem Projekt J.1000 aus den frühen 1920er Jahren die Vorstellung von Junkers über die Anwendung seines dicken Flügels wider. Der oft fälschlicherweise auch als Nurflügel angesprochene Entwurf zeigte ein Entenflugzeug mit einer Spannweite von 80 m, in dem sowohl die 100 Passagiere als auch die vier Motoren im Flügel untergebracht waren. Dieses Konzept, jedoch mit einer konventionellen Leitwerksauslegung, ist von Junkers dann in den zwei gebauten G 38 auch praktisch umgesetzt worden. Da das Konzept eines Flügels, in dem alle widerstandsverursachenden Elemente integriert sind, Voraussetzung für eine sinnvolle Umsetzung einer Nurflügelkonstruktion ist, besitzen bis heute sämtliche derartigen Konstruktionen eine entsprechende konstruktive Auslegung.

## Historischer Hintergrund
Als Motivation für die Beschäftigung von Junkers mit aerodynamischen Fragestellungen können die Versuche seines Aachener Professorenkollegen Hans Jacob Reissner mit einem konventionellen Entenflugzeug gelten, das aber statt der üblichen stoffbespannten Tragflächen bereits von Junkers gelieferte gewellte Aluminiumbleche verwendete. In der Frühzeit der Fliegerei waren dünne, verspannte und abgestrebte Tragflächen die übliche konstruktive Auslegung des Flugwerks. Zwar war Junkers der Erste, der sich seine Idee patentieren ließ, um das Jahr 1910 tauchten jedoch fast gleichzeitig, aber unabhängig voneinander an verschiedenen Stellen Vorschläge zur Verwendung eines dicken freitragenden Flügels auf.
So schlug Paul Járay 1911 in der „Österreichischen Flug-Zeitschrift“ vor, die Stirnwiderstände eines drahtverspannten Eindeckers mit denen eines Eindeckers mit einem dicken unverspannten Tragwerk, dessen Flügelverstrebungen sich ausschließlich im Flügel befinden sollten, zu vergleichen. Járay errechnete für die letztere Konfiguration eine Widerstandsverringerung von 45 %.
Ebenfalls 1911 wurde von dem französischen Flugzeugkonstrukteur Léon Levavasseur die Aeroplane Antoinette Monobloc entworfen und gebaut. Das Flugzeug war für die Teilnahme am Concours militaire 1911 vorgesehen und wurde in der französischen Luftfahrtzeitschrift „L’Aérophile“ in der Ausgabe vom 15. Januar 1912 ausführlich beschrieben. Der freitragende Tiefdecker besaß ein an der Tragflächenwurzel rund vier Meter tiefes und 0,7 Meter dickes Profil, und auch hier waren sämtliche Verstrebungen in den Flügel verlegt. Es konnte nur ein Flug durchgeführt werden, da die Konstruktion eine zu geringe Richtungsstabilität aufwies.